# Union progressiste (France)
Ne doit pas être confondu avec le groupe parlementaire de l'Union progressiste (Troisième République)
Pour les articles homonymes, voir Union progressiste.
L'Union progressiste (UP) est un parti de gauche actif sous la IVe République et le début de la Ve République en France, proche du Parti communiste français (PCF).

## Origine
L'Union des républicains progressistes (URP) fondée en 1946, est issue de la fusion entre l'Union républicaine et résistante (URR) formée par la minorité du Mouvement de libération nationale, proche du Parti communiste français (PCF) (Emmanuel d'Astier de La Vigerie, Pascal Copeau), et des membres de l'aile gauche du Parti radical-socialiste (l'ancien ministre de l'Air du Front populaire Pierre Cot, Pierre Meunier, Robert Chambeiron, Pierre Dreyfus-Schmidt, Jacques Mitterrand, Pierre Le Brun, Justin Godart, Albert Bayet, Jacques Kayser).
L'Union progressiste fut créée le 9 décembre 1950 par la fusion entre l'Union des républicains progressistes (ancien Regroupement des radicaux et résistants de gauche), le Parti socialiste unitaire et l'Union des chrétiens progressistes. Le parti comprenait également des éléments issus du Rassemblement démocratique africain et de la Ligue de la jeune République.
L'historien Pierre Milza décrit la fondation de l'Union progressiste comme celle d'un petit groupe de « compagnons de route » du Parti communiste ayant réuni « 8 députés radicaux d'extrême gauche, parmi lesquels Pierre Cot et Emmanuel d'Astier de La Vigerie ». 
Dans le rapport introductif qu'il présente lors de la première Conférence nationale de l'Union progressiste, Pierre Cot définit ainsi l’objectif du nouveau parti : « Il faut qu’à côté du Parti communiste, et non contre lui, les gens qui souhaitent sortir de l’ornière actuelle, qui se rendent compte de la décadence du régime capitaliste, s’organisent et agissent ».

## Résultats électoraux
L'UP obtient quatre députés à l'Assemblée nationale en 1951 (Emmanuel d'Astier de la Vigerie, Pierre Cot, Pierre Meunier, Gilbert de Chambrun) et six dont un apparenté en 1956 (Emmanuel d'Astier de la Vigerie, Pierre Cot, Pierre Meunier, Robert Chambeiron, Pierre Dreyfus-Schmidt, Pierre Ferrand).
Présidé par Emmanuel d'Astier de la Vigerie, Robert Chambeiron et Pierre Dreyfus-Schmidt, le groupe parlementaire s'est successivement appelé Républicains et résistants (1945-1946), Union républicaine et résistante (1946-1951) puis Républicains progressistes (1951-1958).
Officiellement « neutralistes », l'URR et l'UP furent en réalité proches du PCF, ses députés étant apparentés au groupe communiste. Tout comme le PCF, les dirigeants de l'UP considèrent que « les fauteurs de guerre sont les États-Unis et les États-Unis seuls, et qu'il faut rompre avec eux tous liens économiques et militaires », ce qui fait dire alors à Hubert Beuve-Méry : « ces neutres-là ne dissimulent pas leur inclination vers le régime soviétique ».

## Filiation
L'UP participe les 12-13 novembre 1955 à la création de l'éphémère Mouvement uni de la nouvelle gauche avec la Jeune République (deux députés : André Denis, Léo Hamon) et des gaullistes de gauche issus du Rassemblement du peuple français (trois députés : René Capitant, Louis Vallon, Irène de Lipkowski).
La majorité des membres de l'UP participe ensuite à la création de l'Union de la gauche socialiste (UGS) puis du Parti socialiste unifié (PSU).
L'UP est toutefois maintenue par Pierre Cot (candidat sous cette étiquette jusqu'aux législatives de 1968) et Robert Chambeiron (candidat sous cette étiquette jusqu'aux législatives de 1973). Élu en 1967, Pierre Cot est le dernier député de l'UP. Élu en 1979 au Parlement européen sur la liste conduite par Georges Marchais, Robert Chambeiron est le dernier parlementaire de l'UP.
L'une des dernières prises de position de l'UP fut, en 1992, un appel à voter contre la ratification du traité de Maastricht.